# 岸田知子
岸田知子（きしだ　ともこ、1947年 - 2015年3月12日）は、中国哲学者。中国哲学・日本思想専攻
兵庫県生まれ。1970年大阪大学文学部中国哲学科卒、1975年同大学院文学研究科博士課程単位取得退学、大阪大学助手、1979-82年大阪府立渋谷高等学校教諭、1989年高野山大学文学部助教授、1997年教授、2005年中央大学文学部教授。

## 著書
- 『空海と中国文化』大修館書店 あじあブックス 2003
- 『漢学と洋学 伝統と新知識のはざまで』大阪大学出版会 阪大リーブル 懐徳堂　2010
- 『漢語百題』大修館書店 2015
- 『空海の文字とことば』吉川弘文館・歴史文化ライブラリー 2015

共著
- 『懐徳堂とその人びと』脇田修共著 大阪大学出版会 1997

## 論文
- Cinii